# Eligmodontia typus
Eligmodontia typus је врста глодара из породице хрчкова (лат. Cricetidae).

## Распрострањење
Врста је присутна у Аргентини и Чилеу.

## Станиште
Станишта врсте су жбунаста вегетација и травна вегетација. 
Врста је присутна на планинском венцу Анда у Јужној Америци.

## Угроженост
Ова врста је наведена као последња брига, јер има широко распрострањење и честа је врста.